# L'Oreille interne
Pour les articles homonymes, voir Oreille interne.
L'Oreille interne (titre original : Dying Inside) est un roman de science-fiction de l'auteur américain Robert Silverberg. Il a été publié pour la première fois en 1972 et sa traduction française date de 1975. Ce roman valut à son auteur une nomination au prix Nebula du meilleur roman 1972 et au prix Hugo du meilleur roman 1973 et remporta le prix John-Wood-Campbell Memorial 1973.

## Thème du roman
David Selig se considère comme un raté, et pourtant, il possède un don hors du commun : il est télépathe.

## Présentation de l'œuvre
Le roman L'Oreille interne est à classer dans la seconde période créatrice de Robert Silverberg, entre 1967 et 1976, et certains critiques le considèrent comme le chef-d'œuvre de l'auteur. C'est un roman composé de vingt-six chapitres qui mêlent à un récit aux allures d'autobiographie fictive de nombreux flashbacks et quelques dissertations littéraires ou philosophiques lié au contexte académique du roman.
Ce roman autobiographique fictif, construit de manière non linéaire, tente de rompre avec les codes traditionnellement reçus de ce type de récit. Le narrateur hésite d'ailleurs de chapitre en chapitre entre le « je » d'une prise en charge personnelle des événements racontés et le « il » d'une mise à distance de soi, oscillant ainsi entre une focalisation interne et une focalisation zéro.
Si le titre français est astucieux, évoquant l'oreille interne de l'anatomie humaine comme métaphore du don de télépathie, il ne rend toutefois pas compte du drame qui se joue dans le récit lui-même. La perte progressive du don de télépathie est ressentie par le personnage principal du roman comme la mort lente, mais inexorable d'une partie de lui-même. Dying inside : « en train de mourir de l'intérieur ».
L'auteur dira lui-même plus tard au sujet de L'Oreille interne : « Il n'a pas été facile à écrire celui-là ».

## Style du roman
L'écriture serrée du roman reste toujours au plus près des réflexions, des doutes, des sentiments et des sensations du personnage principal. À dire vrai, l'auteur mise peu sur l'intrigue, mais préfère explorer les tourments psychologiques de son héros (ou de son antihéros) qui sont d'ordre social, existentiel, intellectuel et spirituel.
Le récit du vécu intime de David Selig s'accompagne d'une très importante dimension intellectuelle qui l'inscrit dans un monde culturel occidental très riche, rempli d'allusions littéraires, de renvois poétiques ou de citations philosophiques. De même, l'origine juive ashkénaze du personnage principal trouve son expression dans l'utilisation fréquente de termes hébreux ou yiddish phonétiquement transcrits en lettres latines, mais non traduits.
L'écriture enlevée du roman est typique des années 1970 avec son recours à tous les registres de langue pour aborder des thèmes aussi sensibles que la consommation de psychotropes et la sexualité.

## Personnages
Les personnages suivants sont classés par ordre alphabétique de leurs patronymes : 
- Pr Claude Guermantes, professeur de littérature française. David participera à l'une de ses réceptions ;
- Dr Hittner, psychiatre ayant évalué David dans son enfance ;
- Kitty Holstein, première femme dont David fut amoureux. Pour David, rencontrer Kitty fut déroutant. En effet, il ne pouvait lire dans ses pensées. Dans une lettre, il lui révélera son don ;
- Lisa Holstein, David et elle auront une aventure. En David, Lisa a «détecté» quelque chose d'exceptionnel ;
- Yahya Lumumba, étudiant universitaire. David rédigea un de ses travaux. En sondant son esprit, David y trouvera la haine et le mépris. À la fin de l'histoire, Lumumba donne à David une raclée ;
- Miss Mueller, passionnée de parapsychologie, elle enseigna la biologie au jeune David. À l'aide des cartes de Zener, elle faillit découvrir son don ;
- Tom Nyquist, de toutes les personnes qu'a connu David, c'est le seul autre télépathe. Nyquist est un peu plus vieux que David. Il représente aussi son antithèse. Sûr de lui, sans remords, il profite de tous les avantages liés à son don. David et lui seront amis plusieurs années ;
- Judith Selig, sœur adoptive de David. Elle connaît son don. Jeunes, David et elle se détestaient. Lorsque David perdra son pouvoir, ils se rapprocheront ;
- Martha Selig, mère de David ;
- Paul Selig, père de David ;
- Barbara Stein, camarade de classe de David, membre d'une famille proche de la sienne ;
- Toni, outre Kitty Holstein, seule femme dont David fut amoureux. Toni et David ne se fréquentèrent que durant quelques semaines. Avec Toni, David expérimentera les effets de l'acide. Toutefois, étant donné son pouvoir, ceci fut à la fois involontaire et désagréable. En bout de ligne, Toni et David durent rompre ;
- Dr Karl F. Silvestri, un des nombreux amants de Judith.

## Résumé
New-Yorkais dans la quarantaine, David Selig ne s'est jamais marié. Il habite un appartement modeste et gagne sa vie en se faisant rémunérer des dissertations qu'il rédige pour des étudiants universitaires. David mène donc une existence des plus ordinaires, ou presque. Depuis son tout jeune âge, il possède en effet un don exceptionnel : il lit dans la pensée des gens.
S'il est télépathe, David le tait. En fait, seules trois personnes le savent (excluant ses parents). Pour lui, c'est amplement suffisant.
Vis-à-vis de son pouvoir, David s'est toujours montré partagé. Enfant, il appréciait l'utiliser. Toutefois, il craignait d'être démasqué. Adulte, il se sent toujours avantagé. Par contre, il éprouve certains remords : en sondant l'esprit d'autrui, il se sent voyeur. Aussi, certaines découvertes l'ébranlent. Lorsque enfin son pouvoir décline, son ambivalence grandit. Pour lui, s'amorce alors une quête de sens : David doit se redéfinir. Qu'est-il sans son don ? Se rapprochera-t-il de Dieu ? S'en éloignera-t-il ? Tantôt, il s'accrochera à son étrange faculté, s'efforçant de la conserver, tantôt, il la maudira. Vers la fin de l'histoire, il retrouvera néanmoins la paix intérieure à laquelle il aspirait depuis le début.

## Commentaires

### Un roman d'inspiration autobiographique
Sans être complètement autobiographique, le récit comporte de nombreux indices qui permettent de relier la vie du héros à celle de l'auteur. David Selig et Robert Silverberg ont tous les deux la quarantaine au moment de l'écriture du roman, ils ont étudié à la même université Columbia à New York, sont tous deux juifs et passionnés de littérature. Les tourments du héros font échos aux difficultés de l'écrivain Robert Silverberg qui, à cette époque encore, cherche sa place dans le paysage littéraire de son pays. Il écrit ce roman à une période où lui-même, comme son héros, est en proie aux doutes. 

### Les difficultés de la communication humaine
Dans L'Oreille interne, le héros fait preuve de sensibilité, de profondeur, d'humanité. Étant donné son pouvoir, la richesse et la célébrité sont à sa portée. Néanmoins, il préfère se rapprocher d'autrui. Par le passé, son don l'a trop souvent isolé. 
L'Oreille interne aborde la question des mystères, des secrets de l'âme. Le récit montre en quoi ils sont précieux, non pas tant pour ce qu'ils renferment, mais pour ce qu'ils sont : une invitation aux contacts, aux rapprochements (avec les autres, mais aussi avec soi).
Dans ce contexte, la télépathie comporte des risques. Elle apporte la connaissance, mais crée une distance insurmontable. Tout au long du roman, ce paradoxe est présent.

### Dialogues littéraires et interculturels
Des critiques comme Gérard Klein ont souligné le fait que Robert Silverberg aimait à faire dialoguer ses œuvres avec la littérature anglophone : « Robert Silverberg cherche aussi manifestement à établir des ponts avec la littérature américaine de l'époque ou plus généralement avec la littérature de langue anglaise. Ainsi, l'Oreille interne fait écho à Portnoy et son complexe (1969) d'un Philip Roth né en 1933 et donc à peine plus âgé que Silverberg né en 1935 [...]. Ainsi Silverberg tente à la fois de préserver la spécificité de la science-fiction et de la réinscrire dans le dialogue permanent des littératures. »
Ce dialogue interculturel est également à l'œuvre au cœur même du roman où toutes les littératures occidentales dialoguent dans un jeu permanent de renvois, de citations ou d'allusions parfois humoristiques. Par exemple, le personnage principal, David Selig, qui lit Malone meurt de Samuel Beckett, rencontre à l'occasion d'une soirée un certain Claude Guermantes, un professeur français qui fait office de clin d'œil malicieux à l'œuvre de Marcel Proust intitulée À la recherche du temps perdu.

### Un Juif à New York
La culture juive ashkénaze du personnage principal, David Selig, s'exprime à travers le souvenir historique de la Shoah, la présence de la religion et du rapport individuel à Dieu, sans oublier le racisme qui règne en Amérique à cette époque entre les communautés.
La langue même du personnage principal regorge d'expressions tirées du yiddish ou de l'hébreu, comme par exemple :
- Shiksa : séduisante créature non-juive ou piège à Juifs ;
- bulyak : sauvage ;
- megillah : rouleau d'Esther ;
- schmuck : idiot ;
- Hadassah : véritable nom d'Esther, ou nom hébraïque d'Henrietta Szold ;
- Chema Israël : « profession de foi » biquotidienne du judaïsme ;
- Kaddish : prière récitée par un endeuillé ;
- Kol Nidre : déclaration d'annulation des vœux avant Yom Kippour ;
- olav hasholom : « La paix soit sur lui ».

Tout comme le nom de l'auteur, « Silverberg », qui signifie « montagne d'argent », le personnage principal du roman porte un nom juif ashkénaze d'origine germanique, « Selig », qui signifie « bienheureux ».

## Critiques
- Hans Joachim Alpers, 1982 : « Dying inside, 1972, le roman le plus ambitieux de Robert Silverberg, fut très bien accueilli par la critique littéraire [...] et fit de l'auteur une véritable pointure littéraire dans le domaine de la SF américaine[3]. »

- Franz Rottensteiner, 1982 : « L'aspect prétendument tragique de la situation décrite n'est rien d'autre qu'un grossier épanchement sentimental autour de la disparition magique d'un talent tout aussi magique[4]. »

- Brian Stableford, 1993 : « Dying inside est une brillante étude sur un télépathe en train de perdre son pouvoir[5]. »

- Lorris Murail, 1999 : « Le drame tranquille de David Selig, le télépathe dont le pouvoir disparaît peu à peu. Traitement original, intelligent et sensible d'un des thèmes les plus rebattus de la SF. Avec sans doute une bonne dose d'autobiographie[6].»

## Éditions françaises
- Robert Silverberg (trad. Guy Abadia), L'Oreille interne, Paris, Robert Laffont, coll. « Ailleurs et Demain », 1975 (ISBN 2-221-03842-8)
- Robert Silverberg (trad. de l'anglais par Guy Abadia), L'Oreille interne, Paris, J'ai lu, 1981, 254 p. (ISBN 2-277-21193-1)
- Robert Silverberg (trad. Guy Abadia), L'Oreille interne, Paris, Gallimard, coll. « Folio SF », 2007 (ISBN 978-2-07-031937-4 et 2-07-031937-7)
- Le roman a notamment été publié dans le recueil Voyage au bout de l'esprit (éditions Omnibus, 1998, 904 pages).